# 小倉松寿
小倉 松寿（おぐら まつじゅ）は、安土桃山時代の武将。小倉実房と於鍋の方（後の織田信長側室興雲院）の間の次男。幼名は松千代。兄は甚五郎。信長の子の信高・信吉は異父弟にあたる。

## 略歴
鎌倉時代より近江国に本領を持っていた国衆・小倉氏の出身。
父である実房は、小倉氏庶流である小倉東家の当主として近江高野城主であったが、永禄13年（1570年）に金ヶ崎の戦いで信長に協力して、千種越えによる織田軍の岐阜城帰還を援助した事が六角承禎の怒りを買い、六角氏の軍勢（蒲生定秀）によって攻められ、実房は八尾山城（やつおやまじょう）で自害した。
母の於鍋の方は、二児を連れて逃げ延びて織田信長のもとを訪れ、庇護を請うた。信長は母子ともども岐阜城に迎え入れて、於鍋の方を側室として娶った。於鍋の方は間もなく信高を、次いで信吉を産んだ。
連れ子である甚五郎・松寿兄弟もそれぞれ織田家の家臣に加えられ、近江に本領が与えられたという。
天正10年（1582年）6月2日に本能寺の変が起こった時、御番衆であった松寿は京都町内に宿を取っていたが、変報を聞いて湯浅直宗らと共に急ぎ本能寺に駆け入り、信長を守って明智光秀の軍と戦ったが、衆寡敵せず討死した。
『小倉婦人記事』によれば享年は16であったという。